# Rafael Monfort
Rafael Monfort (nacido el 26 de mayo de 1963), exentrenador del Deportivo Alavés, actualmente forma parte del cuerpo técnico del Udinese Calcio, donde desempeña el cargo de ojeador internacional.
Nació en Barcelona, es licenciado en ciencias químicas y posee una larga trayectoria como técnico de fútbol. Se inició en la Gran Peña Españolista Manigua, posteriormente entrenó al CF Damm y pasó varios años en el RCD Español, entrenando varias categorías y consiguiendo ser campeón de la división de honor juvenil habiendo dirigido y contribuido en la formación de jugadores como Joan Capdevila y Raul Tamudo entre otros. Posteriormente subió a los despachos y pasó a formar parte de la secretaría técnica del club de Barcelona. Su siguiente equipo fue el Deportivo Alavés en el que entró como secretario técnico, siendo fundamental su aportación para el retorno a primera (2005) del club Gasteizarra. Su ilusión por dirigir hizo que bajara nuevamente a los terrenos de juego y tomara el cargo de director técnico del primer equipo. Los problemas y diferencias con el dueño del club, el polémico Dmitry Piterman hicieron que a los pocos días de haber asumido y sin tan siquiera haber dirigido un solo partido fuese cesanteado del cargo y saliera de la institución junto a otros miembros de la dirección deportiva . Posteriormente pasó tres temporadas en el Real Madrid como responsable de scouting internacional. En el Madrid coincidió con la salida de Florentino Pérez, la llegada de Ramón Calderón y el posterior retorno de Florentino Pérez a la presidencia. Al finalizar su contrato sale del club blanco y a los pocos meses se compromete con el Udinese Calcio de la serie A italiana. 
Actualmente es el jefe de scouting del Udinese, reconocido por muchos como el club más inteligente a la hora de contratar jugadores jóvenes. Monfort ha jugado un rol importante en la captación de los últimos talentos fichados por la institución.